# جهان‌آباد (ری)
جهان‌آباد روستایی در دهستان کهریزک بخش کهریزک شهرستان ری استان تهران ایران است.

## جمعیت
بر پایه سرشماری عمومی نفوس و مسکن در سال ۱۳۹۵ جمعیت این روستا ۱۴۹ نفر (۴۱خانوار) بوده‌است.